# Joyce Sims
Joyce Sims (* 6. August 1959 in Rochester, New York; † 15. Oktober 2022 in Los Angeles) war eine US-amerikanische R&B- und Dance-Sängerin, Pianistin und Songwriterin, die vor allem in den 1980er Jahren aktiv war. Ihre größten Erfolge waren das Album Come into My Life und die gleichnamige Single aus dem Jahr 1987, mit denen sie sich auf vorderen Plätzen der Charts in Europa platzieren konnte. 

## Biografie
Sims schrieb bereits in ihrer Schulzeit erste eigene Lieder. Während ihres Musikstudiums auf dem College erlernte sie das Spielen verschiedener Instrumente, darunter das Klavier. Über einen Freund lernte sie Aron Resnick, den Besitzer des Independent-Labels Sleeping Bag Records, kennen.
Nach einer Clubtour entlang der Ostküste begann sie eine Zusammenarbeit mit Kurtis Mantronik. Ergebnis dieser Kooperation war Sims’ 1987 veröffentlichtes Debütalbum Come into My Life, von dem die Lieder All and All, Lifetime Love, der Titelsong und Walk a Way als Single ausgekoppelt wurden. Sowohl das Album als auch die gleichnamige Single erreichten die Top Ten der britischen Charts, das Album wurde mit einer Goldenen Schallplatte zertifiziert.
In der Folgezeit konnte sie jedoch nicht an diesen Erfolg anknüpfen. Sowohl das Nachfolgealbum All About Love (1989) als auch die daraus ausgekoppelten Singles erzielten deutlich schlechtere Platzierungen. Mitte der 1990er Jahre zog sich Sims vorübergehend aus dem Musikgeschäft zurück. Erst Mitte der 2000er Jahre veröffentlichte sie neues Material (Album A New Beginning, 2006), welchem allerdings kein großer Erfolg beschieden war.
2010 gründete sie ihr eigenes Label.

## Diskografie

### Studioalben
| Jahr | Titel Musiklabel Katalog-Nr.      | Höchstplatzierung, Gesamtwochen, AuszeichnungChartplatzierungen (Jahr, Titel, Musiklabel Katalog-Nr., Platzierungen, Wochen, Auszeichnungen, Anmerkungen) | Höchstplatzierung, Gesamtwochen, AuszeichnungChartplatzierungen (Jahr, Titel, Musiklabel Katalog-Nr., Platzierungen, Wochen, Auszeichnungen, Anmerkungen) | Höchstplatzierung, Gesamtwochen, AuszeichnungChartplatzierungen (Jahr, Titel, Musiklabel Katalog-Nr., Platzierungen, Wochen, Auszeichnungen, Anmerkungen) | Höchstplatzierung, Gesamtwochen, AuszeichnungChartplatzierungen (Jahr, Titel, Musiklabel Katalog-Nr., Platzierungen, Wochen, Auszeichnungen, Anmerkungen) | Anmerkungen                                                     |
| Jahr | Titel Musiklabel Katalog-Nr.      | DE | CH | UK | R&B | Anmerkungen                                                     |
| ---- | --------------------------------- | --- | --- | --- | --- | --------------------------------------------------------------- |
| 1987 | Come into My Life Sleeping Bag 10 | DE14 (16 Wo.)DE | CH19 (5 Wo.)CH | UK5 Gold · (24 Wo.)UK | R&B22 (27 Wo.)R&B | Erstveröffentlichung: Dezember 1987 Produzent: Kurtis Mantronik |
| 1989 | All About Love Sleeping Bag 52017 | — | — | UK64 (1 Wo.)UK | R&B65 (10 Wo.)R&B | Erstveröffentlichung: September 1989 Produzent: Joyce Sims      |

Weitere Studioalben
- 2006: A New Beginning (Vessel Entertainment)
- 2015: Love Song (August Rose Records)

### Kompilationen
- 2008: Come into My Life: Her Greatest Hits (Acrobat Music)
- 2009: Come into My Life: The Very Best Of (Music Club Deluxe)

### Singles
| Jahr | Titel Album                                  | Höchstplatzierung, Gesamtwochen, AuszeichnungChartplatzierungen (Jahr, Titel, Album, Platzierungen, Wochen, Auszeichnungen, Anmerkungen) | Höchstplatzierung, Gesamtwochen, AuszeichnungChartplatzierungen (Jahr, Titel, Album, Platzierungen, Wochen, Auszeichnungen, Anmerkungen) | Höchstplatzierung, Gesamtwochen, AuszeichnungChartplatzierungen (Jahr, Titel, Album, Platzierungen, Wochen, Auszeichnungen, Anmerkungen) | Höchstplatzierung, Gesamtwochen, AuszeichnungChartplatzierungen (Jahr, Titel, Album, Platzierungen, Wochen, Auszeichnungen, Anmerkungen) | Höchstplatzierung, Gesamtwochen, AuszeichnungChartplatzierungen (Jahr, Titel, Album, Platzierungen, Wochen, Auszeichnungen, Anmerkungen) | Anmerkungen |
| Jahr | Titel Album                                  | DE | CH | UK | R&B | Dance | Anmerkungen |
| ---- | -------------------------------------------- | --- | --- | --- | --- | --- | --- |
| 1986 | (You Are My) All and All Come into My Life   | — | — | UK16 (11 Wo.)UK | R&B69 (12 Wo.)R&B | Dance6 (14 Wo.)Dance | Erstveröffentlichung: Februar 1986 Autor: Joyce Sims                                                                                  |
| 1987 | Lifetime Love Come into My Life              | — | — | UK34 (6 Wo.)UK | R&B23 (16 Wo.)R&B | Dance10 (11 Wo.)Dance | Erstveröffentlichung: Mai 1987 Autor: Joyce Sims                                                                                      |
| 1987 | Come into My Life                            | DE4 (18 Wo.)DE | CH7 (12 Wo.)CH | UK7 (10 Wo.)UK | R&B10 (18 Wo.)R&B | Dance48 (1 Wo.)Dance | Erstveröffentlichung: November 1987 Autor: Joyce Sims                                                                                 |
| 1988 | Walk a Way / Walkaway (US) Come into My Life | DE32 (8 Wo.)DE | — | UK24 (6 Wo.)UK | R&B56 (9 Wo.)R&B | Dance11 (9 Wo.)Dance | Erstveröffentlichung: April 1988 Autor: Joyce Sims                                                                                    |
| 1988 | Love Makes a Woman Come into My Life         | — | — | UK85 (2 Wo.)UK | R&B29 (11 Wo.)R&B | — | Erstveröffentlichung: April 1988; feat. Jimmy Castor Autoren: Carl Davis, Eugene Record, Sonny Sanders Original: Barbara Acklin, 1968 |
| 1989 | Looking for a Love All About Love            | — | — | UK39 (4 Wo.)UK | R&B51 (10 Wo.)R&B | — | Erstveröffentlichung: Mai 1989 Autor: Joyce Sims                                                                                      |
| 1989 | Take Caution with My Heart All About Love    | — | — | UK92 (2 Wo.)UK | — | — | Erstveröffentlichung: Oktober 1989 Autor: Joyce Sims                                                                                  |
| 1990 | All About Love                               | — | — | — | R&B69 (8 Wo.)R&B | Dance34 (5 Wo.)Dance | Erstveröffentlichung: Dezember 1989 Autor: Joyce Sims                                                                                 |
| 1995 | Come into My Life (Remix) –                  | — | — | UK72 (2 Wo.)UK | — | — | Erstveröffentlichung: Mai 1995 Remixe: Simon Harris, Graeme Park, Jerry Gottus                                                        |
| 2004 | Come into My Life (Remixes) A New Beginning  | — | — | — | — | Dance5 (13 Wo.)Dance | Erstveröffentlichung: Mai 2004 Remixe: Andy Funk, Benjamin Deffe, Supaflyas, Sanz                                                     |
| 2006 | What the World Needs Now A New Beginning     | — | — | — | — | Dance14 (12 Wo.)Dance | Erstveröffentlichung: September 2006 Remixe: Friscia & Lamboy, Junior Vasquez, Joyce Sims                                             |

Weitere Singles
- 1987: Come into My Life Rap (Admirors feat. Joyce Sims)
- 1994: Who’s Crying Now?
- 2004: Praise His Name